# Suñén
Suñén es un despoblado aragonés, hoy en el municipio de Épila, comarca de Valdejalón, de la provincia de Zaragoza.

## Historia
Según Agustín Ubieto Arteta, la primera referencia al pueblo es de 1178-1214, recogida en la obra de Pascual Galindo Reconstitución del Cartoral de Pilar (El "Libro de los Botones"), en Revista Zurita, II (Zaragoza, 1934), y documenta las variantes Sunen, Sunnen, Sungena y Sunyen.